# Filergan
Filergan (pers. فيلرگان) – wieś w Iranie, w ostanie Isfahan. W 2006 roku  liczyła 562 mieszkańców w 138 rodzinach.